# Prosotropis rubiginosa
Prosotropis rubiginosa är en insektsart som beskrevs av Ronald Gordon Fennah 1942. Prosotropis rubiginosa ingår i släktet Prosotropis och familjen Kinnaridae. Inga underarter finns listade i Catalogue of Life.